# Bröderna Daltons lyckoträff
Bröderna Daltons lyckoträff (Les Dalton à la noce) är ett Lucky Luke-album från 1993. Det är det 62:e albumet i ordningen, och har nummer 64 i den svenska utgivningen.

## Handling
Bröderna Dalton får besked om att Sam Parker, sheriffen som satte dem bakom lås och bom, står i begrepp att gifta sig. De rymmer från fängelset och beger sig mot Hadley City, där bröllopet ska gå av stapeln, för att döda både Parker och hans tilltänkta svärfamilj. Parker beslutar sig för att möta upp dem och återföra dem till fängelset, och tillsammans med vännen Lucky Luke börjar han förbereda sig för deras ankomst.

## Svensk utgivning
- Morris; Fauche, Xavier & Léturgie, Jean (översättare: Per A J Andersson) (1993). Bröderna Daltons lyckoträff. Lucky-serien: 64. Malmö: Serieförlaget. Libris 7674647. ISBN 91-7912-465-8
- I Lucky Luke – Den kompletta samlingen ingår albumet i "Lucky Luke 1992-1994". Libris 10395340. ISBN 978-91-7134-438-0